# Korgon-Kamm
Der Korgon-Kamm (russisch Коргонский хребет) ist ein Gebirgszug in der Region Altai und in der Republik Altai (Russland) im nordwestlichen Altaigebirge.
Der Korgon-Kamm erstreckt sich nördlich des oberen Tscharysch-Tals über eine Länge von 100 km in West-Ost-Richtung. Die Gipfelhöhen liegen bei 2200 m. Der Korgon-Kamm erreicht eine maximale Höhe von 2488 m. Die Flusstäler von Korgon und Kumir, beides linke Nebenflüsse des Tscharysch, durchschneiden den Gebirgszug in tiefen Schluchten. Der Korgon-Kamm besteht hauptsächlich aus Tuff, Sandstein und Glimmerschiefer.